# Inch'Allah (chanson de MC Solaar)
Pour les articles homonymes, voir Inch'Allah (homonymie).
Singles de MC Solaar
La la la, la
(2002) Hijo de Africa
(2004)
Inch'Allah est une chanson interprétée par le rappeur français MC Solaar. Le single est sorti le 6 août 2002 en format CD single.
La chanson a connu un grand succès en France où elle est restée pendant 4 semaines consécutives à la première place dans le classement musical francophone (SNEP).

## Liste des pistes
- CD single

1. Inch'Allah – 3:10
2. RMI – 4:19
3. Hasta la vista – 3:38
4. Solaar pleure – 4:57

## Classement hebdomadaire
| Classement (2002)                       | Meilleure position |
| --------------------------------------- | ------------------ |
| Belgique (Wallonie Ultratop 50 Singles) | 16                 |
| France (SNEP)                           | 1                  |
| Suisse (Schweizer Hitparade)            | 13                 |

## Certification
| Pays   | Certification | Date             |
| ------ | ------------- | ---------------- |
| France | Or            | 27 novembre 2002 |